# Tour d'entrée du château de Craponne-sur-Arzon
La tour d'entrée du château est un édifice situé à Craponne-sur-Arzon, en France.

## Localisation
La tour est située sur le territoire de la commune de Craponne-sur-Arzon, dans le département  de la Haute-Loire, en région Auvergne-Rhône-Alpes.

## Description
Construction militaire présentant les caractéristiques architecturales des XIIe et XIIIe siècles, formée d'une haute tour carrée percée de deux portes et de quelques fenêtres ou archères. Du couronnement ancien, disparu, semblent rester quelques trous sans doute utilisés pour l'établissement d'un hourdage de bois supporté par des consoles amovibles. Le donjon a tenu une grande place dans l'histoire communale. En 1576, démolition du château proche du donjon.
Elle est aussi dotée d'une horloge et d'un carillon. Aujourd'hui, la tour permet le passage d'une rue piétonne reliant la place du For aux boulevards modernes.

## Historique
La tour, et notamment deux de ses salles, ont pu servir de prison jusqu'après la Révolution pour des causes politiques, ou de droit commun. On dit que les traces d'incendie subsistant encore aujourd'hui sur les soubassements de la tour datent du siège de la ville en 1163. 
Elle est inscrite au titre des monuments historiques par arrêté du 6 décembre 1949.

## Galerie

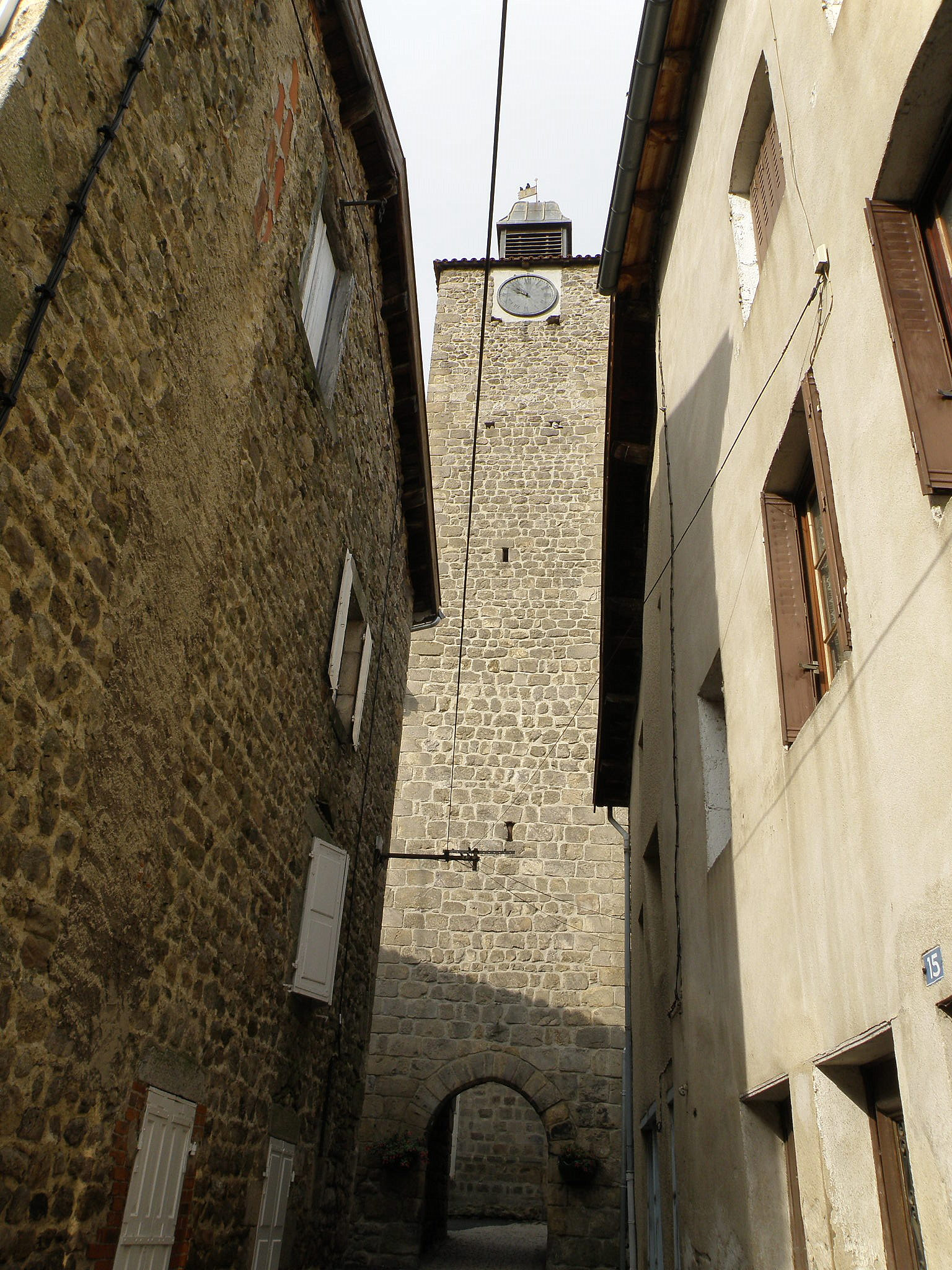
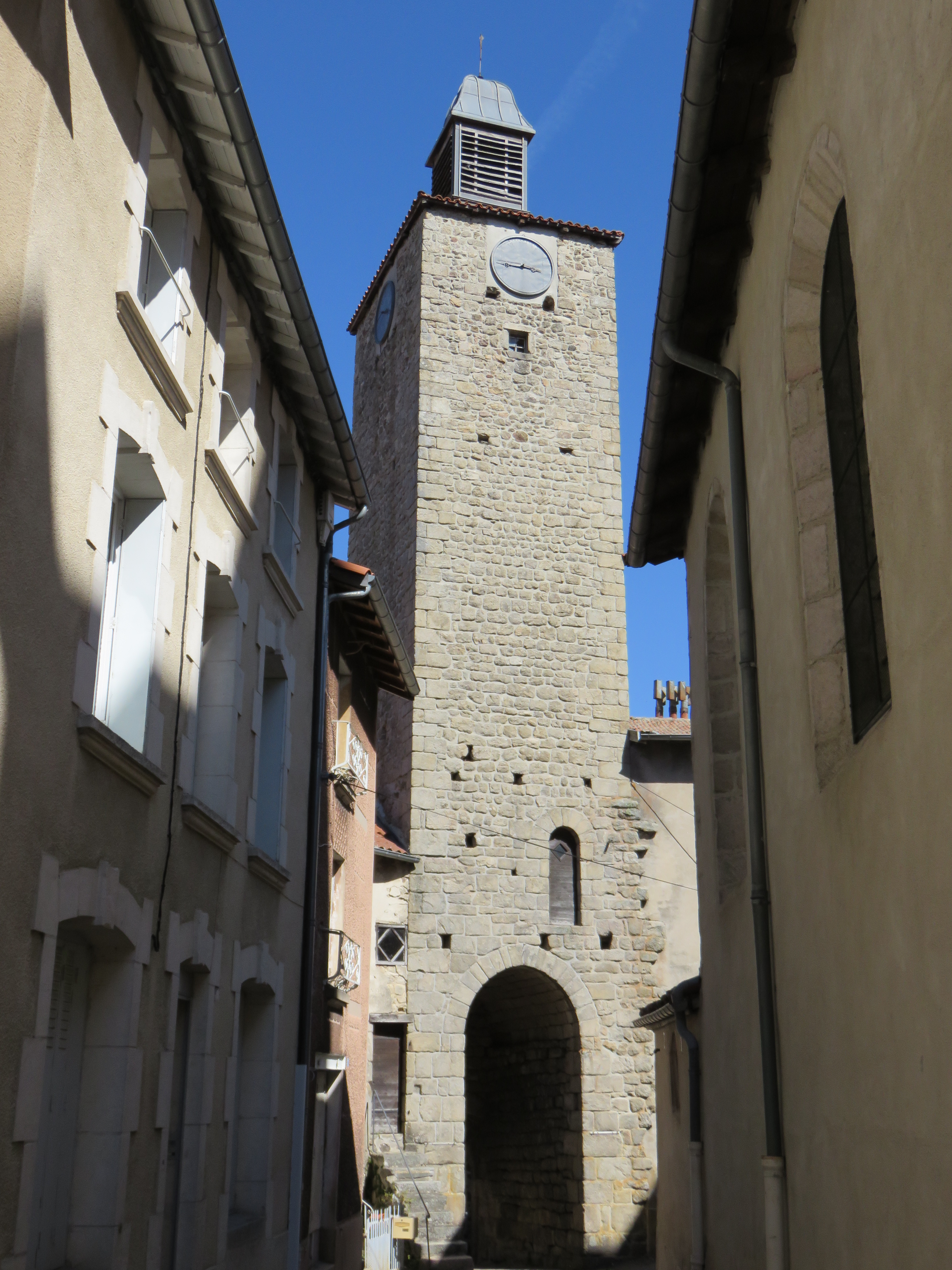
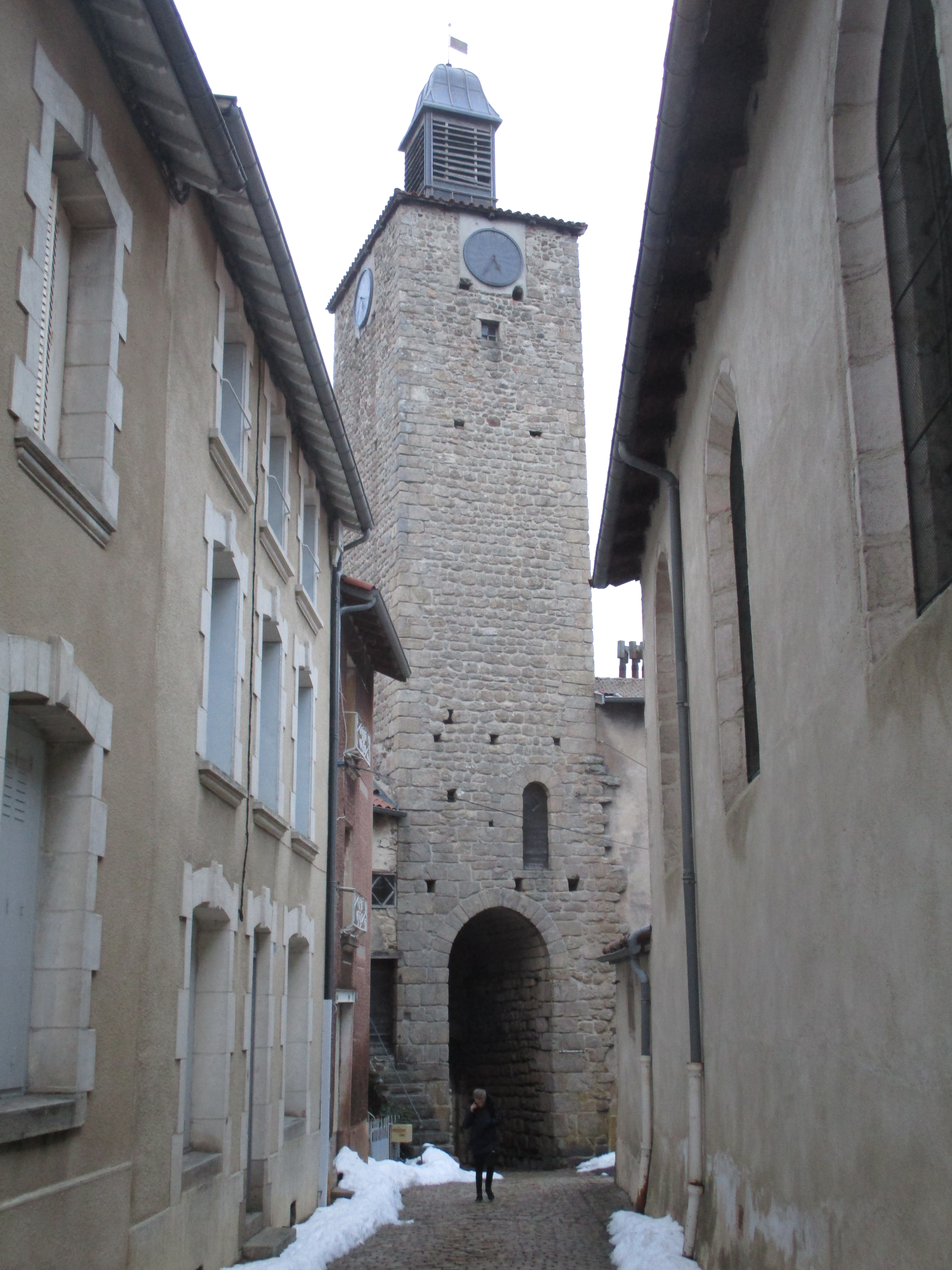